# Mann von Worsley Moss
Der Mann von Worsley Moss (englisch Worsley Man) ist der Kopf einer Moorleiche, der 1958 in einem Moor vom Chat Moss in der Nähe der Stadt Salford in Greater Manchester, England entdeckt wurde. Der Körper zu dem Kopf wurde nicht gefunden. Der Mann vom Worsley Moss wird im Manchester Museum aufbewahrt.

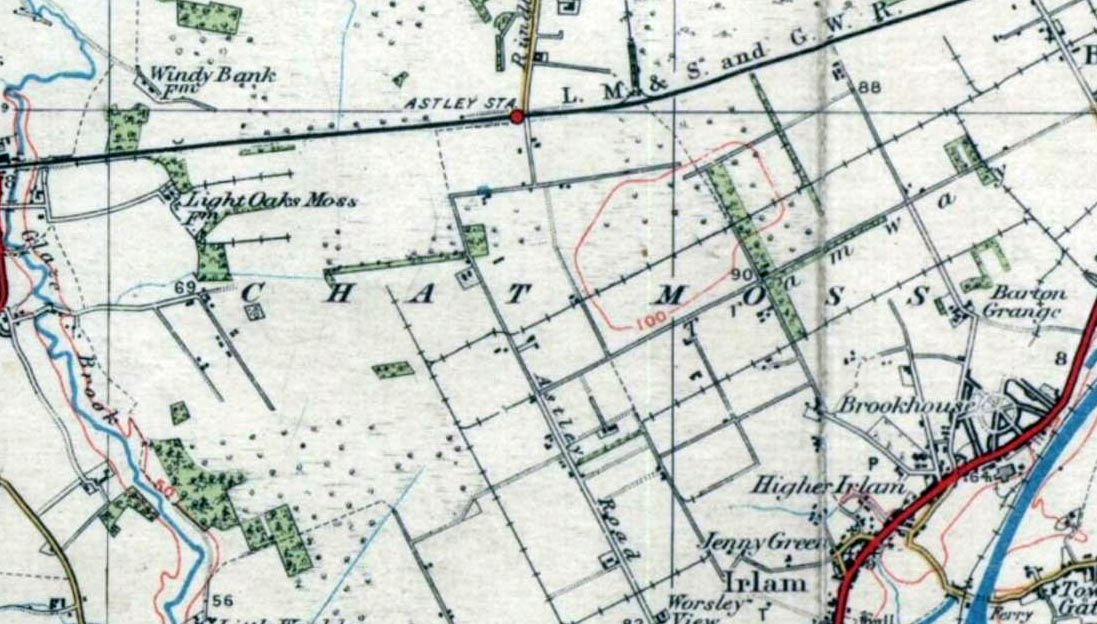
Das Moor

## Fund
Am 18. August 1958 entdeckten Torfstecher im Moor von Chat Moss bei Worsley einen abgetrennten Kopf und riefen die Polizei. Zunächst vermutete die Polizei ein rezentes Verbrechen und ließ in der Umgebung der Fundstelle ein Areal von mehr als 100 ha vergeblich nach weiteren Leichenteilen absuchen. Der Kopf wurde am nächsten Tag für eine erste Begutachtung an die University of Liverpool gegeben. Dr. A. St. Hill nahm aufgrund der relativ guten Erhaltung an, dass dieser weniger als ein Jahr im Moor lag und einem 24 bis 40 Jahre alten Mann orientalischer Abstammung gehörte. Zur weiteren gerichtsmedizinischen Untersuchung wurde der Kopf an das Home Office in Chorley weitergegeben. Dr. G. B. Manning untersuchte die vorgelegten Teile am 24. August. Nach verschiedenen radiologischen und chemischen Tests bestätigte Manning, dass der Mann vor 100 bis 500 Jahren verstorben war. Er stützte seinen Befund ebenfalls mit dem Hinweis auf die konservierenden Eigenschaften von Mooren und die dänischen Moorleichenfunde des Tollund-Mannes und Grauballe-Mannes, die bis dato jedoch in England noch nicht ausgiebig publiziert waren. Aufgrund dieser Befunde wurde der Verdacht auf ein Verbrechen aufgehoben und der zuständige Gerichtsmediziner gab die Leichenteile in die Obhut der Manchester Medical School der University of Manchester. Dort wurde der Kopf in einer Acrylglasvitrine aufbewahrt. Erst die Entdeckung des Lindow-Mannes im Jahre 1984 in dem nahe gelegenen Lindow Bog Nähe weckte das erneute Interesse an Moorleichen und dem Kopf des Worsley Mannes.
Fundort: 53° 27′ 46,4″ N, 2° 25′ 53,8″ W

## Befunde
Der Kopf liegt noch in größeren Fragmenten vor. Der Schädel weist mehrere große Frakturen auf, die Schädelknochen sind nicht mehr vollständig vorhanden und wurden bei den ersten Untersuchungen teilweise mit einem Metalldraht verbunden. Der erste Halswirbel liegt komplett und der zweite nur fragmentarisch vor. An der rechten Schädelseite haften größere, dunkelbraun verfärbte Weichteilereste an, darunter das vollständig deformierte Ohr und einige rötlich braun verfärbte Kopfhaare. Der Unterkiefer ist gebrochen. In den Kiefern sind der zweite Molar oben rechts sowie der erste Molar unten rechts erhalten.
Eine erneute Untersuchung im Jahre 1987 ergab eine etwa 28 cm lange Wunde hinter dem rechten Ohr. Über dem rechten Ohr wurde der Schädel mit einem stumpfen Gegenstand eingeschlagen. Weitere Frakturen im linken Schläfenbereich mit weit in den Schädel reichenden Rissen, stammen ebenfalls durch Schläge mit einem stumpfen Gegenstand. Schnittspuren an den Halswirbeln zeigen an, dass Kopf gewaltsam vom Körper getrennt wurde. Reste einer Sehnenschnur rund um den Hals deuten auf eine Erdrosselung hin. Die Schnur besteht aus zwei verzwirnten Sehnen oder Bändern eines noch nicht näher bestimmten Tieres. Das Ende der Schnur verläuft jetzt zum Teil zwischen dem Weichteilgewebe und Schädelknochen auf der rechten Kopfseite nach oben. An den Resten des erhaltenen Weichteilgewebes ist ein Schnitt erkennbar durch welchen dem Mann die Kehle aufgetrennt wurde. Bei einem im Jahr 2014 durchgeführten hochauflösenden CT-Scan des Schädels wurde eine tief im Genick steckendes spitzes Objekt entdeckt. Dabei handelt es sich höchstwahrscheinlich um eine lange dünne Pfeil- oder Speerspitze aus Bein (Knochen oder Geweih), die nach dem Stich abbrach und in der Wunde zurückblieb. Einige dieser Verletzungen könnten ihm jedoch auch erst nach dem Tode zugefügt, oder durch die Lagerung im Moor und den Druck des umgebenden Erdreichs entstanden sein. Die Zahntaschen im Ober- und Unterkiefer zeigten an, dass das Gebiss des Mannes mit allen 32 Zähnen vollständig ausgebildet war, als der Mann starb. Die beiden erhaltenen Zähne waren karies- und parodontitisfrei und ließen keine Abnutzungsspuren erkennen. Sie sind durch die Lagerung im Moor dunkelbraun verfärbt. Das saure Moormilieu hat die Zahnschmelzauflagen und Teile der Dentinschichten aufgelöst, so dass die Zähne jetzt kleiner wirken.
Eine 2018 durchgeführte Radiokohlenstoffdatierung (14C-Datierung) einer Probe aus den erhaltenen Weichteilen des Kopfes ergaben ein Todeszeitpunkt von 1813 ± 20 BP, also in die Römische Kaiserzeit um 131 bis 251 n. Chr.
Bei einer 2019 durchgeführten Untersuchung des Schädels zeigte sich in der Computertomographie, dass die 15 Drahtstücke, mit denen die Schädelfragmente nach der gerichtsmedizinischen Untersuchung wieder zusammengefügt wurden von Büroklammern stammten, deren Enden umgebogen oder leicht verzwirnt wurden, was mit massiven Eingriffen in das erhaltene Knochenmaterial verbunden war. Teile der erhaltenen Weichteilstücke wurden mit Baumwollfäden wieder zusammengeheftet. Im Gewebe des Nackens wurde ein loser moorbrauner Faden gefunden, der ebenfalls von einem früheren Konservierungsversuch stammte. Die Wucht des Schlages auf den Schädel über dem rechten Ohr war so massiv, dass dadurch auch die Oberfläche des ersten Molaren im rechten Unterkiefer zersplitterte. Eine bis dato nicht entdeckte 10,5 mm tiefe Kerbe am linken Unterkieferbogen (Angulus mandibulae) scheint von einem missglückten Enthauptungsversuch mit einem breiten Schwert oder einer Axt zu stammen. Durch einen weiteren Schlag wurde am rechten Kinn ein Stück Knochenoberfläche abgeschält, der ebenfalls die echte Seite eines<!-Thyroid bone-> Halswirbels samt rechten Wirbelfortsatz verletzte. Getreppte Schnittspuren am Halswirbel C3 zeigen an, dass es zwei Schläge von hinten bedurfte, den Kopf vom Körper zu trennen, wobei der ersten Schlag misslang, da der Kopf zu weit nach vorn gebeugt war und dabei der Unterkiefer getroffen wurde. Erst der zweite Schlag war erfolgreich. Der Zahnstatus, wie Ausbildung der Zähne und Zahnabrieb, sowie die knochenhystologischen Merkmale des Schädels deuten darauf hin, dass er bei seinem Ableben zwischen 26 und 45 Jahre alt war.

## Deutung
Die zeitliche Einordnung des Fundes legt die Vermutung nahe, in dem Kopf den Vertreter eines romano-britischen Kelten vorliegen zu haben. Die Verletzungsmuster sowie die Todesursache deuten alle zusammengenommen auf eine rituelle Tötung oder eine Opferung des Mannes, möglicherweise im Rahmen eines keltischen Schädelkultes hin. Für eine rituelle Opferung spricht auch die 2014 entdeckte Pfeil- oder Speerspitze im Genick des Mannes, die im Zusammenhang mit den anderen Verletzungen deutlich für eine Mehrfachtötung (bzw. englisch Overkill ‚Übertötung‘) spricht, wie sie auch bei zahlreichen anderen Moorleichen zu beobachten ist. Ein Unfalltod kann bei diesen Befunden als nahezu sicher ausgeschlossen werden. Dieser Fund zeigt deutliche Parallelen zu dem in nur 20 km Entfernung gefundenen Lindow-Mann, der im gleichen Zeitraum lebte und auf ähnliche Weise getötet wurde.